# Звечан
Звечан (серб. Звечан; алб. Zveçan или Zveçani) — город в Косове, входит в Косовско-Митровицкий округ и в Северное Косово. Населен по преимуществу сербами.

## История

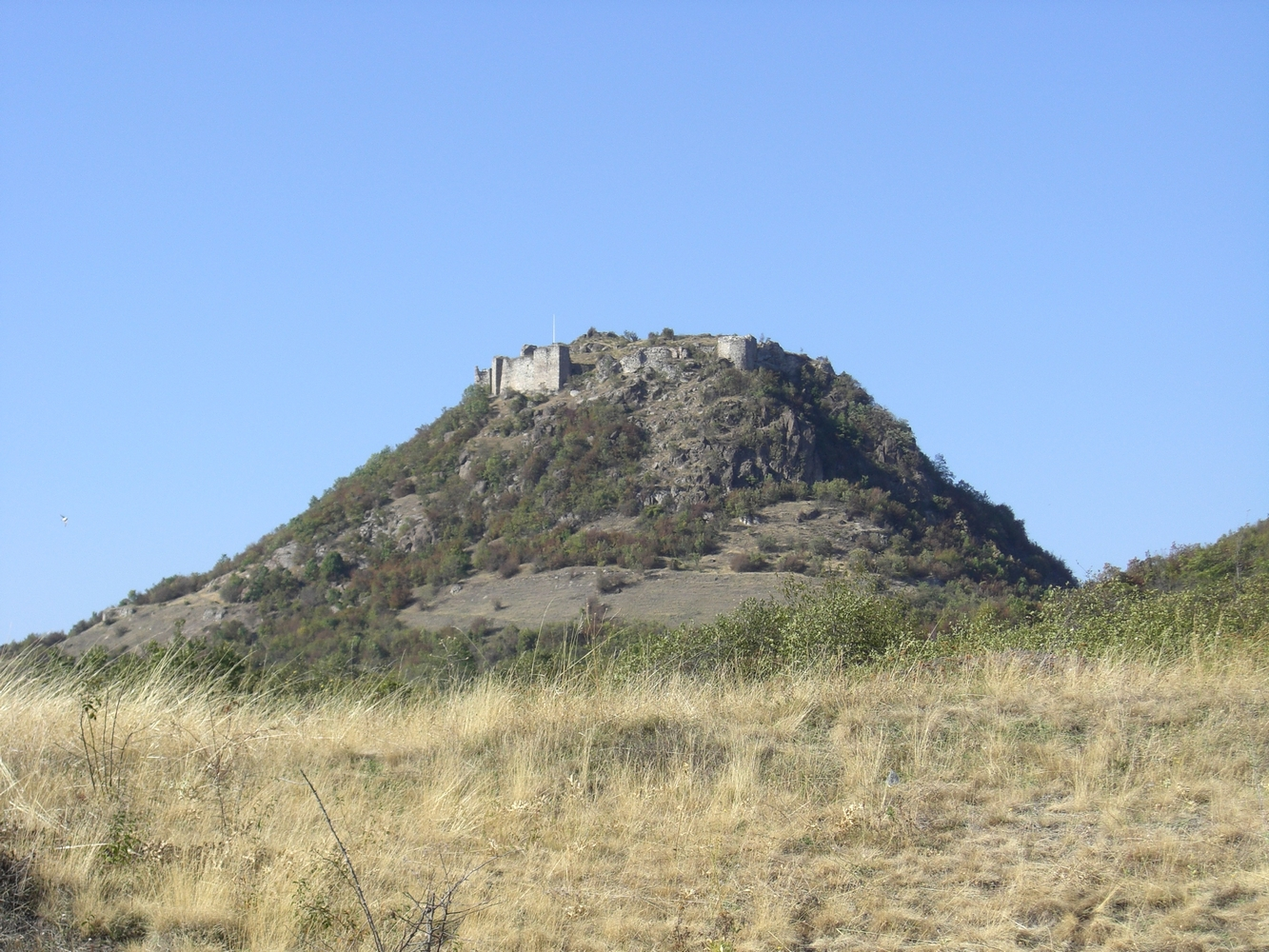
Старая крепость в Звечане

Город впервые упоминается в источниках XI века в связи с византийско-сербскими столкновениями. Известна надпись Стефана Немани о закладке церкви св. Георгия в память о военной победе. Затем Звечан был одной из резиденций сербских королей, Стефан Дечанский был здесь заточен в крепость.